# Éder Carbonera
Pour les articles homonymes, voir Carbonera (homonymie).
Éder Francis Carbonera est un joueur Brésilien de volley-ball né le 19 octobre 1983 à Farroupilha (Rio Grande do Sul). Il mesure 2,05 m et joue central. Il totalise 8 sélections en équipe du Brésil.

## Clubs
| Club                      | De        | À         |
| ------------------------- | --------- | --------- |
| UCS/Colombo Caxias do Sul | 2004-2005 | 2004-2005 |
| Cimed Florianópolis       | 2005-2006 | 2011-2012 |
| Sesi-SP                   | 2012-2013 | 2012-2013 |
| Sada Cruzeiro Vôlei       | 2013-2014 | ...       |

## Palmarès

### Sélection
- Ligue mondiale (2)
  - Vainqueur : 2007, 2009
  - Finaliste : 2011, 2013
- World Grand Champions Cup (1)
  - Vainqueur : 2013
- Jeux panaméricains (1)
  - Vainqueur : 2011
- Copa América
  - Finaliste : 2007

- Championnat du monde des moins de 21 ans
  - Finaliste : 2003
- Championnat du monde des moins de 19 ans (1)
  - Vainqueur : 2001

### Club
- Championnat du monde des clubs (2)
  - Vainqueur : 2013, 2015
- Championnat sud-américain des clubs (3)
  - Vainqueur : 2009, 2014, 2016
  - Finaliste : 2010, 2014
- Championnat du Brésil (7)
  - Vainqueur : 2006, 2008, 2009, 2010, 2014, 2015, 2016
  - Finaliste : 2002, 2007, 2017, 2019
- Coupe du Brésil (4)
  - Vainqueur : 2007, 2014, 2016, 2017
- Supercoupe du Brésil (2)
  - Vainqueur : 2015, 2018
- Championnat de Santa Catarina (5)
  - Vainqueur : 2006, 2008, 2009, 2010, 2011
- Championnat de São Paulo (2)
  - Vainqueur : 2012, 2016
- Championnat du Minas Gerais (1)
  - Vainqueur : 2013
- Supercoupe d'Allemagne (1)
  - Vainqueur : 2020

### Distinctions individuelles
- Meilleur contreur de la Superliga 2006-2007